# Baten Kaitos
Baten Kaitos (zeta Ceti) is een ster in het sterrenbeeld Walvis (Cetus).